# 크벤어
크벤어는 크벤인이 노르웨이 북부에서 사용하는 발트핀어이다. 정치적 및 역사적인 이유로, 그것은 지역 또는 소수 민족 언어를 위한 유럽 헌장의 틀 안에서 2005년에 소수 민족 언어로 인정받았다.

## 음운론
크벤어의 음운론은 기본적으로 핀란드어의 음운론과 동일하다. 

### 모음
크벤어에는 16개의 모음이 있다. 
|           | 전설 모음 | 전설 모음 | 후설 모음 | 후설 모음 |
| 평순      | 원순      | 평순      | 원순      |           |
| --------- | --------- | --------- | --------- | --------- |
| 폐쇄 모음 | i iː      | y yː      |           | u uː      |
| 중모음    | e eː      | ø øː      |           | o oː      |
| 개방 모음 | æ æː      |           | ɑ ɑː      |           |